# Dischistocalyx klainei
Dischistocalyx klainei är en akantusväxtart som beskrevs av Raymond Benoist. Dischistocalyx klainei ingår i släktet Dischistocalyx och familjen akantusväxter. Inga underarter finns listade i Catalogue of Life.